# Hydraulický odpor
Hydraulický odpor při proudění tekutiny je způsoben jednak hydraulickou drsností stěn potrubí či koryta a současně vzájemným třením částic tekutiny (vazkostí tekutiny), jednak nejrůznějšími singularitami, v nichž dochází k deformaci rychlostního a tlakového pole (změna směru, zúžení, rozšíření – ať již náhlé nebo pozvolné, dělení či naopak stékání proudu, uzávěry a měrná zařízení atd.).
Hydraulické odpory se projevují jako ztráta mechanické energie; pokud ztráta vzniká podélným pohybem tekutiny a je působena hydraulickou drsností a vazkostí tekutiny, mluvíme o ztrátě třením, která je úměrná délce úseku, na které proudění probíhá či jej sledujeme, v singularitách vznikají tzv. ztráty místní. V obou případech vznikají v tekutině turbulentní víry, které se postupně rozpadají až na pohyb jednotlivých molekul a mechanická energie se mění v energii převážně tepelnou. Tato disipace energie je tedy podstatou hydraulických ztrát.
Ztráty pro reálnou kapalinu můžeme vyjádřit  z Bernoulliho rovnice (ve vodohospodářské hydraulice se používá zásadně výškový tvar)
{\displaystyle h_{1}+{p_{1} \over {\rho g}}+{{\alpha _{1}v_{1}^{2}} \over {2g}}=h_{2}+{p_{2} \over {\rho g}}+{{\alpha _{2}v_{2}^{2}} \over {2g}}+\textstyle \sum \displaystyle Z}
kde {\displaystyle h_{i}} [m] je tzv. geodetická výška [m] (výška osy potrubí či povrchu dna koryta nad srovnávací rovinou) v {\displaystyle i}-tém profilu, {\displaystyle p_{i}} je tlak [Pa] (tlak v ose potrubí či hydrostatický tlak na dně koryta) v {\displaystyle i}-tém profilu, {\displaystyle \rho } je hustota kapaliny [kgm3], {\displaystyle g} tíhové zrychlení [ms−2], {\displaystyle \alpha _{i}} Coriolisovo číslo v  {\displaystyle i}-tém profilu, a {\displaystyle v_{i}} střední průřezová rychlost [ms−1] v  {\displaystyle i}-tém profilu, a
{\displaystyle \textstyle \sum \textstyle Z=\textstyle \sum \textstyle Z_{t}+\textstyle \sum \textstyle Z_{m}}
kde {\displaystyle Z_{t}} je ztráta třením [m] v každém jednotlivém úseku a {\displaystyle Z_{m}} je místní ztráta [m] v každé singularitě. Přitom v Bernoulliho rovnici je {\displaystyle p_{i} \over \rho g} [m] tzv. tlaková, {\displaystyle {\alpha v_{i}^{2}} \over {2g}} [m] rychlostní výška.